# 1812年アメリカ合衆国大統領選挙
1812年アメリカ合衆国大統領選挙（1812ねんアメリカがっしゅうこくだいとうりょうせんきょ、英語: United States presidential election, 1812）は、1812年10月30日から12月2日にかけて施行されたアメリカ合衆国の大統領および副大統領を選出する選挙（第7回）である。

## 概要
米英戦争の陰で行われた。現職で民主共和党推薦のジェームズ・マディソン大統領と、民主共和党の反体制派で、マディソンの下で副大統領を務めたジョージ・クリントンの甥にあたるデウィット・クリントンの間で興味をそそる争いとなった。野党の連邦党はクリントン支持に回った。それにも拘わらず、マディソンが手際よく再選された。

## 背景
ナポレオン戦争の波及効果はジェームズ・マディソンの1期目を通じて着実に悪い方向に向かっていた。イギリスもフランスも海上でのアメリカの中立権を無視し、アメリカ船を拿捕していた。イギリスはアメリカの水夫を強制徴用し、アメリカの北西部領土の中で砦を維持し続け、また北西部でも南西部でもアメリカと戦争をするアメリカ・インディアンを支援しつづけることで、挑発を加えていた。
一方、アメリカ合衆国の南部や西部の拡張論者はイギリス領カナダやスペイン領フロリダをむやみに欲しがっており、イギリスの挑発を両地域を獲得する名目にしようと考えた。圧力は確実に高まり、1812年6月12日、この日はマディソンが民主共和党から候補者に指名されており連邦党は候補者を決めていなかったが、アメリカ合衆国はイギリスに対して宣戦布告した。

## 候補者の指名

### 民主共和党の候補者
5月18日、民主共和党は連邦議員による党員集会でバージニア州出身の現職ジェームズ・マディソンを大統領候補に指名した。副大統領候補には組み合わせのバランスを取るためにニューイングランドの人を求め、最初はニューハンプシャー州知事ジョン・ラングドンを選んだが、ラングドンは年齢を理由に辞退し、後に行われた2回目の党員集会でマサチューセッツ州知事のエルブリッジ・ゲリーを指名した。副大統領職はジョージ・クリントンが1ヶ月前に死去してから空席であった。

### 連邦党の指名
5月29日、ニューヨーク州議会の民主共和党反体制派の集会で、元上院議員で現ニューヨーク市長、副大統領の甥であるデウィット・クリントンを指名した。クリントンの選挙運動はそのパンフレットや演説を地域に合わせたものにした。北東部では反戦候補者という姿勢を浮き上がらせた。一方南部や西部では戦争に反対する人がほとんどいなかったので、戦争をより活発に遂行するという立場を採った。
連邦党は9月にニューヨーク市で開催された党員集会で激しい議論を交わした後、1800年以来負け続けている民主共和党を破る最善のチャンスとしてクリントン支持を決めた。続いて、副大統領候補として元アメリカ合衆国検事のジャレド・インガソルを選んだ。

## 選挙人の選出
| 選挙人の選出                                                                | |
| 選挙人の選定方法                                                            | 州 |
| 各選挙人は州議会で指名                                                      | コネチカット州 デラウェア州 ジョージア州 ルイジアナ州 ニュージャージー州 ニューヨーク州 ノースカロライナ州 サウスカロライナ州 バーモント州 |
| 州全体の投票で選挙人を選出                                                  | ニューハンプシャー州 オハイオ州 ペンシルベニア州 ロードアイランド州 バージニア州                                                           |
| 州を選挙人選挙区に分割し、その地区毎の選挙で1人の選挙人を選出               | ケンタッキー州 メリーランド州 テネシー州                                                                                                   |
| 2人の選挙人は州全体の投票で選出。残りの選挙人は下院議員選挙区毎に投票で選出 | マサチューセッツ州 |

## 一般選挙

### 選挙運動
クリントンはその地域ごとの選挙運動を続け、最も戦争の影響が大きい北東部では反戦を、南部と西部では戦争支援を訴えた。連邦党はアメリカ合衆国下院で議席を増やし、クリントンはアダムズ以降の連邦党候補者としては善戦し、ニューヨーク州とニュージャージー州を取り戻して一般選挙では接戦に持ち込んだが、選挙人獲得数ではマディソンがそこそこの差をつけて大統領に再選された。

## 選挙結果
| 大統領選投票の結果     |                |            |                  |        |              |
| 大統領候補者           | 出身州         | 党         | 得票数 (a)(b)(c) | 得票率 | 選挙人得票数 |
| ジェームズ・マディソン | バージニア州   | 民主共和党 | 140,431          | 50.4%  | 128          |
| デウィット・クリントン | ニューヨーク州 | 連邦党     | 132,781          | 47.6%  | 89           |
| ルーファス・キング     | ニューヨーク州 | 連邦党     | 5,574            | 2.0%   | 0            |
| 合計                   |                |            | 278,786          | 100%   | 217          |
| 選出必要数             |                |            |                  |        | 109          |

(a) 18州のうち、一般選挙で選挙人を選んだのは9州だった。 

(b) 一般選挙で選挙人を選んだ州では、その選挙権についての財産規定で州毎に大きなばらつきがあった。 

(c) オハイオ州の選挙人の内1人は投票しなかった
| 副大統領選投票の結果 |                    |            |              |
| 副大統領候補者       | 出身州             | 党         | 選挙人得票数 |
| エルブリッジ・ゲリー | マサチューセッツ州 | 民主共和党 | 131          |
| ジャレド・インガソル | ペンシルベニア州   | 連邦党     | 86           |
| 合計                 |                    |            | 217          |
| 選出必要数           |                    |            | 109          |

### 組み合わせによる詳細
| 選挙人投票の結果       |                      |        |
| 大統領候補             | 副大統領候補         | 得票数 |
| ジェームズ・マディソン | エルブリッジ・ゲリー | 128    |
| デウィット・クリントン | ジャレド・インガソル | 86     |
| デウィット・クリントン | エルブリッジ・ゲリー | 3      |

連邦党のデウィット・クリントンと民主共和党のエルブリッジ・ゲリーの2党に跨る票は、ゲリーの出身州マサチューセッツ州の連邦党選挙人3名のものであった。